# Dave Ryding
David "Dave" Ryding nació el 5 de diciembre de 1986 en Bretherton (Reino Unido), es un esquiador que tiene 1 podio en la Copa del Mundo de Esquí Alpino.

## Resultados

### Juegos Olímpicos de Invierno
- 2010 en Vancouver, Canadá
  - Eslalon: 27.º
  - Eslalon Gigante: 47.º
- 2014 en Sochi, Rusia
  - Eslalon: 17.º

### Campeonatos Mundiales
- 2009 en Val d'Isère, Francia
  - Eslalon Gigante: 41.º
- 2011 en Garmisch-Partenkirchen, Alemania
  - Eslalon Gigante: 39.º

### Copa del Mundo

#### Clasificación general Copa del Mundo
- 2012-2013: 136.º
- 2014-2015: 99.º
- 2015-2016: 70.º